# Giuseppe Bagnera
Giuseppe Bagnera   (Bagheria, 14 de novembre de 1865 - Roma, 12 de maig de 1927) va ser un matemàtic italià.

## Vida i obra
Bagnera va quedar orfe de menut, però malgrat els problemes econòmics familiars, es va graduar en enginyeria a la universitat de Palerm el 1890. Cinc anys més tard va obtenir el grau en matemàtiques a la mateixa universitat,e nla qual va ser deixeble de Francesco Gerbaldi i de Giovanni Guccia.
El 1897 va ser nomenat professor de matemàtiques de l'institut de secundària Maria Adelaide de Palerm. El 1899 va obtenir l'habilitació docent universitària i el 1901 va ser nomenat professor de la universitat de Messina. El 1909, coincidint amb el terrible terratrèmol que va assolar Messina i la seva pròpia casa el desembre de 1908, va passar a la universitat de Palerm i, finalment, el 1921 va ser nomenat professor de la Universitat de Roma La Sapienza, ciutat en què va morir sis anys després.
Bagnera va ser un dels algebristes italians més notables del seu temps, fent importants contribucions a la teoria dels grups finits. Bagnera és recordat per les varietats de Bagnera-De Franchis, que són superfícies hiperel·líptiques no abelianes. Durant els anys 1906 a 1909, Bagnera i Michele de Franchis van treballar conjuntament per establir la classificació completa de les superfícies hiperel·líptiques, treball pel que van rebre el Premi Bordin i superant així el treball de Federigo Enriques i Francesco Severi que també havia rebut el mateix premi tres anys abans.